# Angel Bat Dawid
Angel Bat Dawid, née en 1979, est une compositrice, clarinettiste, pianiste, vocaliste, productrice, éducatrice et DJ américaine. Son premier album, The Oracle, a été salué par la critique, en Amérique du Nord  et en Europe. Depuis, cette musicienne, qui se veut aussi une « archéologue de la musique » plonge aux racines de la musique noire et se consacre également aux musiques improvisées.

## Biographie
Angel Bat Dawid naît à Atlanta, le 17 octobre 1979. Sa famille déménage ensuite à Louisville, la ville natale de son père. En 1986, la famille déménage de nouveau mais au Kenya où les parents de Dawid sont des missionnaires baptistes du Sud. Ils vivent quatre ans dans la ville de Machakos, après quoi ils s’en retournent à Louisville lorsque Angel Bat Dawid a 12 ans. Lorsqu'elle est encore adolescente, ils déménagent à nouveau à Chicago. Les parents de Dawid s'identifient comme des hébreux noirs.
Elle étudie la musique classique à l'Université Roosevelt en tant que clarinettiste, mais après avoir connu des problèmes de santé, elle est amenée à prendre un emploi dans le commerce de détail pour payer les factures médicales,. Après un certain nombre d'années de travail, elle encaisse son 401(k) pour se consacrer à la musique à temps plein en 2014. Elle joue, dans une jam session avec le compositeur multi-instrumentiste de Chicago, David Boykin, et rencontre des membres de l'Association for the Advancement of Creative Musicians. Elle cofonde ensuite un collectif de musique créative, The Participatory Music Coalition, basé à Chicago.
Angel Bat Dawid publie en 2019 son premier album, The Oracle, qui est salué par la critique musicale en Amérique du Nord et en Europe,,,,,. Elle est l'une des compositrices retenues pour le Hyde Park Jazz Festival 2019, où elle  crée son œuvre originale Requiem for Jazz. En 2020, elle crée une autre œuvre Peace : A Suite for Skylanding, commandée par l'Art Institute of Chicago pour une installation extérieure, Skylanding de Yoko Ono. Elle effectue des tournées internationales en solo et avec un septet qu’elle a constitué avec des amis, Tha Brothahood, dont l'album Live est classé parmi les meilleurs albums de 2020 par NPR. Elle dirige l'ensemble féminin Sistazz of the Nitty Gritty, un trio féminin constitué avec la pianiste/chanteuse Anaiet et la bassiste Brooklynn Skye Scott. Ce groupe fait la première partie du Sun Ra Arkestra lors du Summerstage Festival de New York, au Central Park.
Angel Bat Dawid et l'artiste sonore Oui Ennui produisent en duo, mixent et auto-éditent l'album Message from the DAOUI, présenté au Tusk Festival 2020. Elle joue également comme clarinettiste dans le Black Monument Ensemble de Damon Lock , intervient ponctuellement comme DJ, et anime une émission musicale mensuelle sur NTS Radio. Le 30 septembre 2020, elle participe à l'enregistrement de Weavings, une composition collective de Nicolas Jaar, puis à la performance de cette même pièce au Unsound festival à Cracovie le 17 octobre 2021.
En juin 2021, poursuivant son parcours d'« archéologue de la musique noire », selon ses propos, elle diffuse un nouvel album, Hush Harbor Mixtape No. 1 : Doxology, une évocation de l'émancipation des Noirs racontée à travers des rythmes lancinants, des voix déformées par un vocodeur, s'ajoutant à un harmonica  et au son de sa clarinette. Les hush harbors étaient des réunions informelles et secrètes d'esclaves où ils célébraient ensemble leurs cultes et leurs traditions. Elle reprend ensuite, en post-production, une composition de 2019, Requiem for jazz, avec la présence et le concours de Marshall Allen. L'album qui en résulte sort en 2023.

## Enseignement
Dawid se consacre à l'éducation et envisage d'ouvrir une école de musique. En tant qu'éducatrice, Angel a donné son cours « Great Black Music » au Cook County Juvenile Temporary Detention Center par l'intermédiaire de la Old Town School of Folk à Chicago.

## Discographie (albums)
- 2019 : The Oracle, International Anthem[5],[6]
- 2020 : Live, Angel Bat Dawid / Tha Brothahood[8]
- 2021 : Hush Harbor Mixtape No. 1: Doxology[1]
- 2023 : Requiem for Jazz, International Anthem[12].